# أنتونس كوراكينس
أنتونس كوراكينس (1 يناير 1990 بريغا في لاتفيا - ) هو لاعب كرة قدم لاتفي في مركز الدفاع. شارك مع منتخب لاتفيا تحت 21 سنة لكرة القدم ومنتخب لاتفيا لكرة القدم. أما مع النوادي، فقد لعب مع نادي بريتشين سيتي ونادي سلتيك ونادي فنتسبيلس وهاميلتون أكاديميكال ونادي سترنرير ‏ وRSK Dižvanagi ‏ وFK Multibanka Rīga ‏ ونادي بلازما ‏.

## وصلات خارجية
- أنتونس كوراكينس على موقع الاتحاد الأوربي (الإنجليزية)
- أنتونس كوراكينس على موقع قاعدة بيانات كرة القدم.إي يو (الإنجليزية)
- أنتونس كوراكينس على موقع ناشيونال فوتبول تيمز (الإنجليزية)
- أنتونس كوراكينس على موقع Soccerbase.com (لاعب) (الإنجليزية)
- أنتونس كوراكينس على موقع Soccerway.com (الإنجليزية)
- أنتونس كوراكينس على موقع عالم كرة القدم.نت (الإنجليزية)